# 자오류양
자오류양(焦刘洋, 1991년 8월 6일 ~ )는 접영을 주종목으로 하는 중화인민공화국의 수영 선수로 2012년 런던 올림픽 여자 접영 200m 금메달리스트다.
헤이룽장성 하얼빈시에서 태어났다. 2008년 베이징 올림픽에서 그녀는 200m 접영에서 류쯔거에 밀려 2분 04.72초로 2위를 하였다.
둘은 오스트레일리아의 제시카 시퍼에 의하여 보유된 세계 기록 아래 있었다.

## 주요 성과
- 2005년 국내 선수권 - 200m 접영 2위 (2분 10.31초)
- 2006년 아시아 선수권 - 200m 접영 1위 (2분 08.54초)
- 2008년 하계 올림픽 - 200m 접영 2위 (2분 04.72초)
- 2009년 세계 선수권 - 100m 접영 3위 (56.86초)
- 2009년 아시아 수영 선수권 - 50m 접영 1위, 100m 접영 1위, 200m 접영 2위
- 2011년 세계 수상 선수권 - 200m 접영 1위
- 2012년 하계 올림픽 - 200m 접영 1위

## 최고기록
- 접영100m = 56초86 (2009)
- 접영200m = 2분04초06 (2012)

## 같이 보기
- 2012년 하계 올림픽 중국 선수단